# Bryan Gunn
Bryan James Gunn (født 22. december 1963 i Thurso, Skotland) er en tidligere skotsk fodboldspiller, der spillede som målmand. Han var på klubplan primært tilknyttet engelske Norwich City, hvor han spillede i 13 sæsoner. Han spillede desuden for Aberdeen F.C. og Hibernian F.C. i hjemlandet. Med Aberdeen var han med til at vinde to skotske mesterskaber og Pokalvindernes Europa Cup.
Gunn blev desuden noteret for seks kampe for Skotlands landshold. Han deltog ved VM i 1990 i Italien.
Efter sit karrierestop var Gunn i en kort periode i 2009 træner for sin gamle klub Norwich.

## Titler
Skotsk Premier League
- 1984 og 1985 med Aberdeen F.C.

Skotsk FA Cup
- 1982, 1983, 1984 og 1986 med Aberdeen F.C.

Skotsk Liga Cup
- 1986 med Aberdeen F.C.

Pokalvindernes Europa Cup
- 1983 med Aberdeen F.C.

UEFA Super Cup
- 1983 med Aberdeen F.C.